# Bela Crkva
Bela Crkva (serbisch-kyrillisch Бела Црква, deutsch Weißkirchen, ungarisch Fehértemplom, rumänisch Biserica Albă) ist eine serbische Kleinstadt im Okrug Južni Banat der Vojvodina nahe der Grenze zu Rumänien.
Die 10.675 Einwohner zählende Stadt ist das administrative Zentrum der gleichnamigen Gemeinde; sie liegt an den Ausläufern der Karpaten. Neben Serben leben hier auch viele Tschechen, Jugoslawen, Roma, Rumänen und Ungarn. Zur Gemeinde gehört auch das Dörfchen Češko Selo („tschechisches Dorf“), der einzige Ort Serbiens und der Vojvodina, in dem die tschechische Ethnie die Bevölkerungsmehrheit stellt.

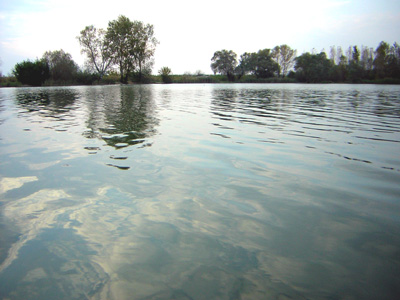
Seenlandschaft in der Umgebung von Bela Crkva (bei Vračev Gaj)

## Geschichte
Bela Crkva wurde 1717 gegründet.
Nach der Volkszählung in Österreich-Ungarn 1910 sprachen von den 11.524 Einwohnern der Stadt 6.062 Deutsch, 1.994 Serbisch, 1.806 Rumänisch und 1.213 Ungarisch. Von den 36.831 Einwohnern der umliegenden Gebiete sprachen dagegen 20.987 Serbisch, 8.234 Rumänisch und 4.791 Deutsch. Die Deutschen wurden nach dem Zweiten Weltkrieg und dem Sieg der jugoslawischen Partisanen vertrieben. 2002 betrug ihr Bevölkerungsanteil nur noch 29 Personen bzw. 0,27 %.

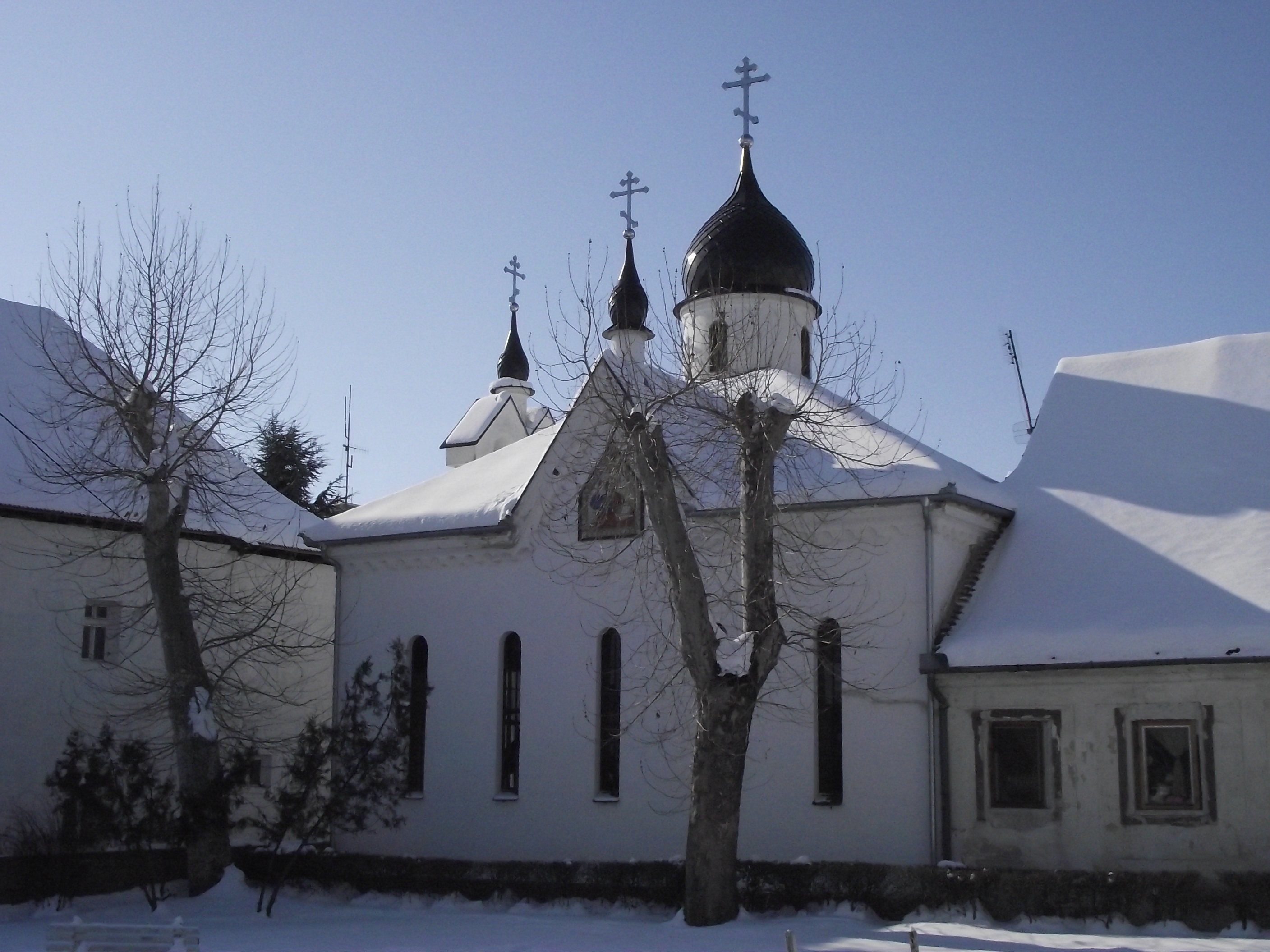
Die Russisch-orthodoxe Kirche in der Stadt

Die Stadt war 1972 Schauplatz einer werktreuen Verfilmung von Leo Tolstois Roman „Krieg und Frieden“ durch die BBC. Dabei wurde das winterliche Moskau des Jahres 1812 von Bela Crkva / Weißkirchen „gedoubelt“, wobei etwa 1000 Soldaten der jugoslawischen Armee als Komparsen mitwirkten.

## Persönlichkeiten

### Söhne und Töchter der Stadt
- Đorđe Protić (1793–1857), Minister, Stellvertreter des Prinzen von Serbien, Mitglied des Staatsrates, Präsident des Gerichtshofes in Belgrad
- Carl Sonklar (1816–1885), Oberst, Militärgeograph, Pionier der Alpenvermessung
- Rudolf von Chavanne (1850–1936), österreich-ungarischer k.u.k. General
- Rudolf Nováček (1860–1929), Komponist und Dirigent
- Ludwig Kremling (1861–1930), Politiker
- Marie Eugenie Delle Grazie (1864–1931), Schriftstellerin, Dramatikerin und Dichterin
- Ottokar Nováček (1866–1900), Komponist
- Karl Nováček (1868–1929), Cellist, Dirigent und Militärkapellmeister
- Josef Schmidt (1876–1949), banatschwäbischer römisch-katholischer Geistlicher und Märtyrer
- Anton Arnold (1880–1954), Sänger, Tenor an der Wiener Staatsoper
- Anny Konetzni (1902–1968), Kammersängerin an der Wiener Staatsoper
- Zoltán Beke (1911–1994), rumänischer Fußballspieler und -trainer ungarischer Abstammung
- Helmut Erwert (* 1933), Literatur- und Geschichtsforscher
- Nikola David (1969–2024), Kantor
- Svetlana Krejcir geborene Donskov (1943–2025), Balletttänzerin an der Wiener Staatsoper

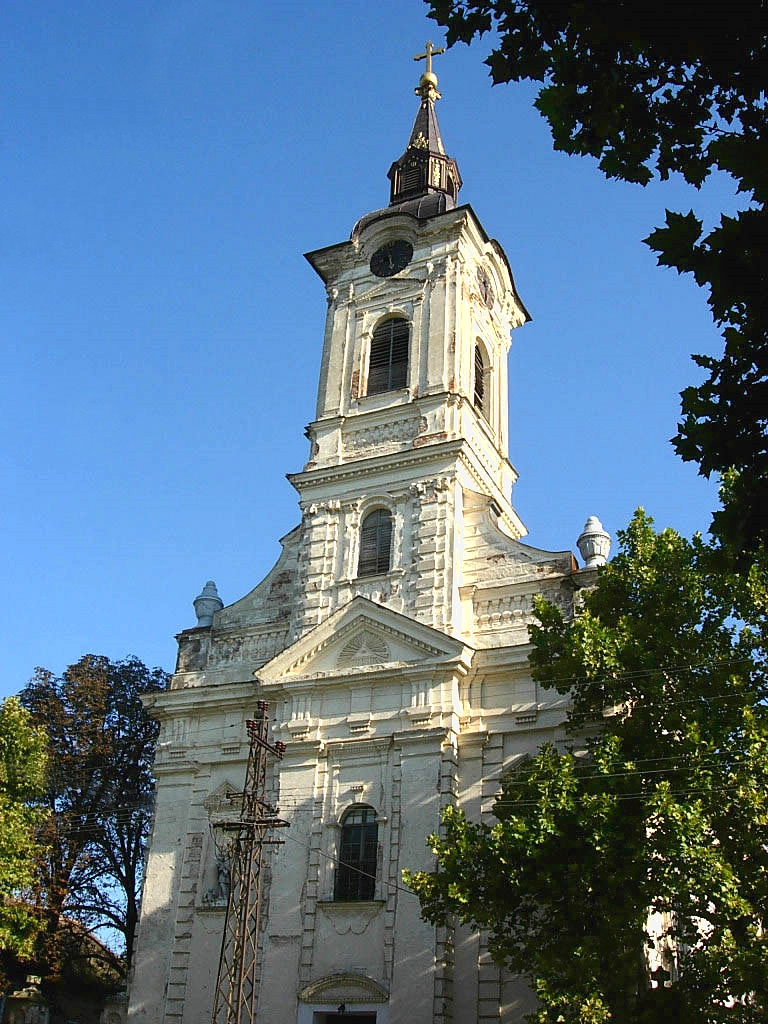
Die Römisch-katholische Kirche St. Anna in Bela Crkva